# 波奥卢瓦帕蒂
波奥卢瓦帕蒂（Pooluvapatti），是印度泰米尔纳德邦Coimbatore县的一个城镇。总人口12403（2001年）。

## 人口
该地2001年总人口12403人，其中男性6258人，女性6145人；0—6岁人口1328人，其中男676人，女652人；识字率59.92%，其中男性为66.87%，女性为52.84%。